# Subaru Exiga
Subaru Exiga – samochód osobowy typu minivan zaprezentowany po raz pierwszy jako prototyp podczas Tokyo Motor Show w grudniu 2007 roku. 

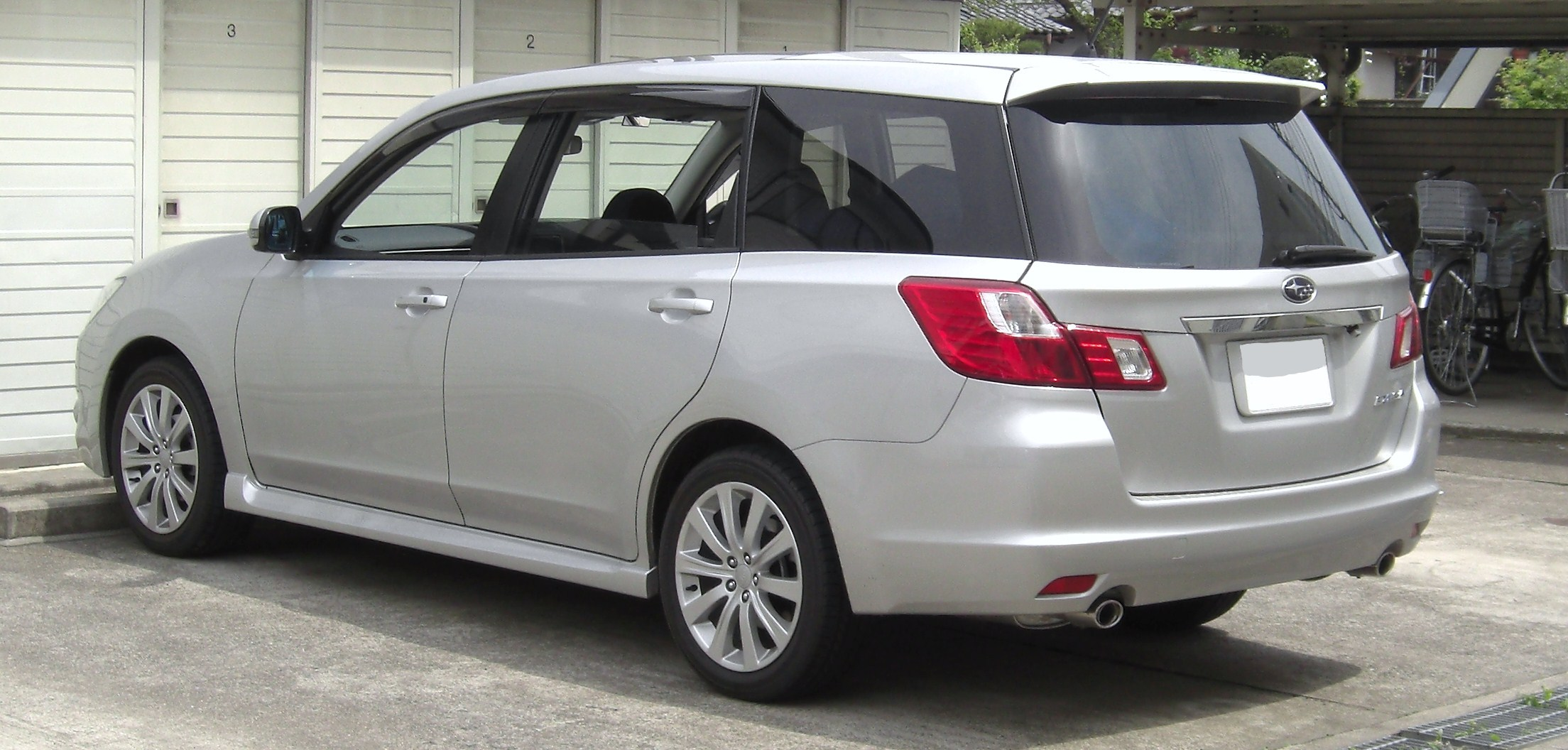
Tył Subaru Eixgi

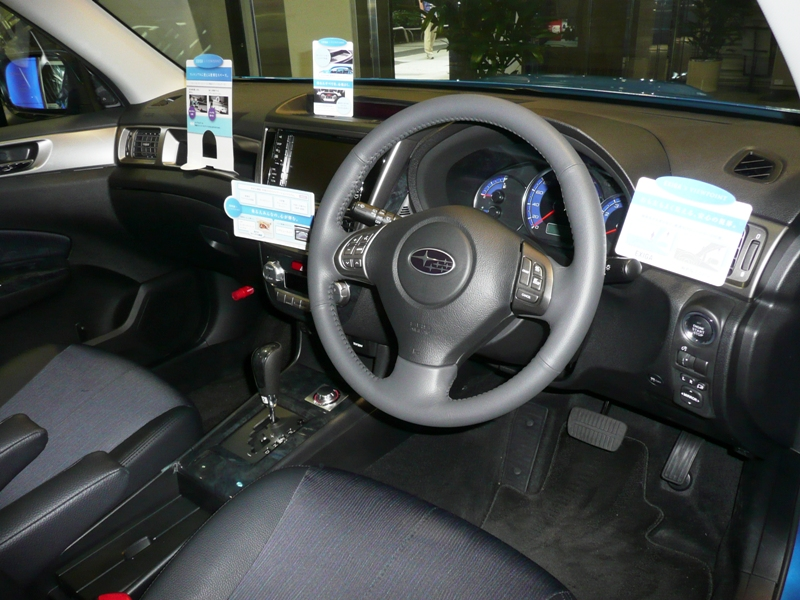
Wnętrze

Charakteryzuje się dużym przeszklonym dachem oraz specyficznie zamontowanymi siedzeniami tylnymi, które znajdują się nieco wyżej od miejsc przednich. Miejsca siedzące obite są skórą wykończoną w kolorze perłowo białym z niebieskimi wstawkami.
Do napędu pojazdu służy między innymi czterocylindrowy turbodoładowany silnik bokser o pojemności 1994 cm³ znany z modelu Subaru Impreza WRX. Moc przenoszona ma być poprzez automatyczną skrzynię biegów 5EAT stosowaną także w samochodach Subaru Legacy oraz Subaru Tribeca.